# Electrabel
Electrabel este o companie energetică din Belgia. Compania este subsidiară a companiei franceze GDF Suez.
Electrabel este prezentă și în România, unde este implicată într-un proiect de construcție a unei termocentrale de 1.600 MW la Constanța, a uneia de 400 MW la Borzești, dar și a unei centrale de 600-1.000 MW la Galați, pentru ArcelorMittal.